# Max von Schmaedel
Max von Schmaedel eigentlich: Max Ritter von Schmaedel (* 14. Mai 1856 in Augsburg; † 1939) war ein deutscher Porträt- und Genremaler.

## Leben
Schmaedel studierte ab Oktober 1873 Malerei in München an der Königlichen Akademie der Bildenden Künste bei Max Adamo, Carl Theodor von Piloty und Alexander von Wagner. Nach dem Studium war er in München tätig. 1879 reiste er in die USA. Am 31. August 1879 erreichte er an Bord der S.S. Samaria den Hafen von Boston, Massachusetts. In New Bedford, Bristol County, Massachusetts heiratete er am 15. Oktober 1879 Louise Cécile Beauvais (1854–1882). 1880 kehrte er mit seiner Frau nach Deutschland zurück, ihr gemeinsamer Sohn Harold Parker von Schmaedel wurde am 3. Mai 1881 geboren. Seine Frau verstarb am 17. Juni 1882. Schmaedel war ab dieser Zeit wieder in München unter verschiedenen Adressen ansässig, wie aus den Angaben der Münchner Adreßbücher bis 1938 hervorgeht.

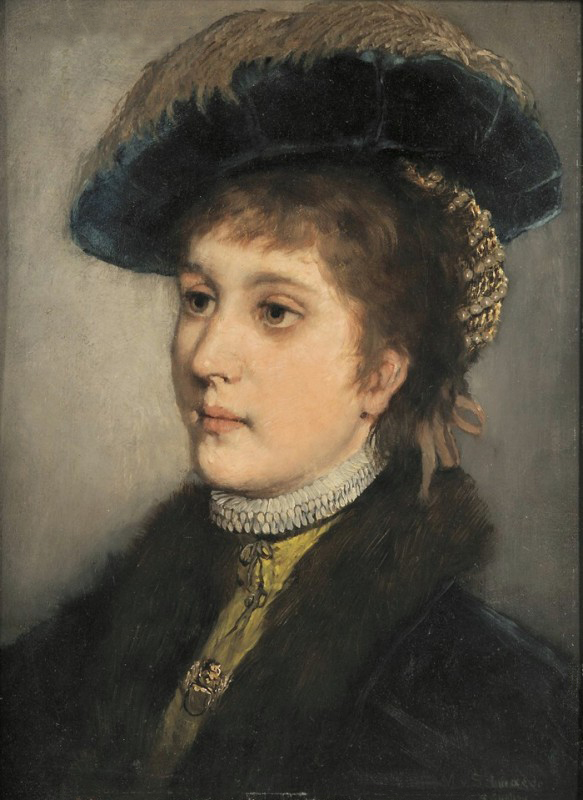
Porträt von Miss Davenport

Schmaedel war mehrfach, nachweislich von 1888 bis 1891, mit seinen Werken im Münchner Glaspalast vertreten; in den Katalogen der Ausstellungen wurden seine Werke abgebildet. Ebenso präsentierte er seine Werke auf den Ausstellungen der Königlichen Akademie der Künste in Berlin. Er war Mitglied der Allgemeinen Deutschen Kunstgenossenschaft und der Münchener Secession. Schmaedels Werke waren in der Mehrheit Porträts oder Genreszenen.
Von Schmaedel verstarb 1939, sein genaues Sterbedatum bleibt unbekannt. Sein Sohn Harold Parker (1881–1932), in Deutschland Harald genannt, wurde nach dem Besuch des Münchner Maximiliansgymnasiums und der Münchner Kunstakademie ebenfalls Maler.